# Верхнестярлинское сельское поселение
Верхнестярлинское сельское поселение — сельское поселение в Азнакаевском районе Татарстана. 
Административный центр — деревня Верхнее Стярле.
В состав поселения входит 2 населённых пункта.

## Административное деление
- c. Верхнее Стярле
- дер. Нижнее Стярле